# Ксав'єр Семюель
Ксав'єр Семюель (англ. Xavier Samuel; нар. 10 грудня 1983, Гамільтон, Австралія) — австралійський актор.

## Біографія
Ксав'єр Семюел народився 10 грудня 1983 року в місті Гамільтон, штат Вікторія, Австралія. Його батьки — Марі та Кліффорд Семюел. Ксав'єр провів своє дитинство в Аделаїді, штат Південна Австралія і в 2001 році закінчив Rostrevor College. Незважаючи на те, що Семюел вчився в коледжі, він одночасно вивчав драматичну майстерність під керівництвом відомого в Австралії театрального педагога Аманди Портус в Коледжі Християнських Братів. У тому ж році він зіграв роль мідника в шекспірівській п'єсі «Сон літньої ночі» у студентській постановці та роль Бельвіля у постановці телеканалу CBC «Розбійник» за п'єсою Афри Бен, англійської письменниці і драматургині XVII століття. У 2003 році Ксав'єр Семюел дебютував на австралійському телебаченні в серіалі «Доньки Маклеода».
Він зіграв головні ролі у фільмах «Вересень» і «Ньюкасл», а в липні 2009 року молодого актора вибрали на роль вампіра Райлі Бірса в «Затьмаренні», третьому фільмі «Сутінкової саги», знятої за книгами Стефані Майєр. На цю ж роль претендували англієць Том Фелтон, який прославився роллю Драко Мелфоя в серії фільмів про Гаррі Поттера, і американський актор Ченнінг Татум, що став зіркою і кумиром молоді після фільму «Крок вперед». Роль юного вампіра Райлі, яким маніпулює набагато більш досвідчена Вікторія, ведена спрагою помсти, зробила Ксавьера висхідною зіркою.
Досвід роботи Семюела в театрі включає його участь у скандальній провокаційною п'єсою британського драматурга Денніса Келлі «Герой Осама». Ця роль Ксавьера була високо оцінена виданням «Sydney Morning Herald».
У 2009 році вийшов трилер «Кохані», в якому актор зіграв роль Брента Мітчелла. Брент, випускник, потрапляє в руки психопату — таткові дівчини, скривдженої його відмовою піти з нею на випускний бал.

## Фільмографія
| Рік       | Фільм                     | Оригінальна назва                      | Роль                      |
| --------- | ------------------------- | -------------------------------------- | ------------------------- |
| 2006      | 2:37                      | англ. 2:37                             | Тео                       |
| 2006      | Рішення Анжели            | англ. Angela's Decision                | Уілл Тернер               |
| 2007      | Вересень                  | англ. September                        | Ед Андерсон               |
| 2008      | Ньюкасл                   | англ. Newcastle                        | Фергус                    |
| 2009      |                           | англ. The Loved Ones                   | Брент                     |
| 2009      |                           | англ. Further We Search                | Ейдж                      |
| 2010      | Сутінки. Сага: Затемнення | англ. The Twilight Saga: Eclipse       | Райлі Бірс                |
| 2010      |                           | англ. Road Kill                        | Маркус                    |
| 2011      | Анонім                    | англ. Anonymous                        | Генрі Візлі               |
| 2011      | Весільний розгром         | англ. A Few Best Men                   | Девід Локінг              |
| 2012      | Цунамі 3D                 | англ. Bait 3D                          | Джош                      |
| 2013      | Таємний потяг             | англ. Adore                            | Іан                       |
| 2013      | У дрейфі                  | англ. Drift                            | Джиммі                    |
| 2013      | Запали мене               | англ. Plush                            | Енцо                      |
| 2013      |                           | англ. Healing                          | Пол                       |
| 2014      | Лють                      | англ. Fury                             | 2-й лейтенант Паркер      |
| 2015      |                           | англ. Frankenstein                     | монстр / Адам             |
| 2016      | Кохання та дружба         | англ. Love & Friendship                | Реджинальд де Курсі       |
| 2016      | Кухар                     | англ. Mr. Church                       | Оуен                      |
| 2016      |                           | англ. Spin Out                         | Біллі                     |
| 2016      |                           | англ. The Death and Life of Otto Bloom | Отто Блум                 |
| 2017      |                           | англ. Bad Blood                        | Вінсент                   |
| 2017      |                           | англ. A Few Less Men                   | Девід                     |
| 2017      |                           | англ. Seven Types of Ambiguity         | Саймон Хейвуд             |
| 2018      |                           | англ. Riot                             | Джим Волкер               |
| 2018      |                           | англ. Della Mortika                    | лейтенант Паша Димитриков |
| 2021-досі | Розкажи мені свої секрети | англ. Tell Me Your Secrets             | Кіт Паркер (головна роль) |
| 2022      | Елвіс                     | англ. Elvis                            | Скотті Мур                |
| 2022      | Білявка                   | англ. Blonde                           | Чарльз Чаплін             |